# Vasile I Macedoneanul

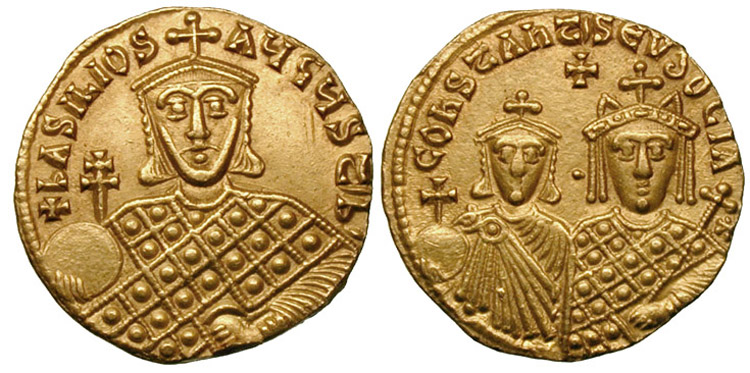
Vasile I cu fiul său, Constantin și a doua sa soție, Eudokia Ingerina

Vasile I Macedoneanul (n. 811 d.Hr., Edirne, Turcia – d. 29 august 886 d.Hr., Constantinopol, Imperiul Roman de Răsărit), a fost împărat bizantin între 867 și 886, întemeietorul dinastiei macedonene și inițiatorul renașterii artei bizantine.

## Înainte de domnie
După unii istorici, Vasile I ar fi fost dintr-o familie armeană, care s-a stabilit în Macedonia. De asemenea, se pare să fi fost strănepotul lui Leon V Armeanul. În 813, a fost prins împreună cu familia sa și alți greci de către bulgari. A reușit să scape, împreună cu alți captivi, în c.836. Peste câțiva ani mai târziu, a intrat în serviciul Caesarului Bardas, unchiul împăratului Mihail III Bețivul. După o luptă cu un campion bulgar, Vasile a devenit garda de corp a împăratului (parakoimomenos).
Din ordinul lui Mihail III, Vasile a divorțat de soția sa Maria și s-a căsătorit cu Eudokia Ingerina, amanta lui Mihail, în 865. Pe 21 aprilie 866, în timpul unei expediții împotriva arabilor, Vasile l-a convins pe împărat că Bardas ar fi complotat împotriva statului; astfel Vasile a putut avea mână liberă în executarea lui Bardas. Pe 26 mai 867, Vasile a fost încoronat co-împărat, iar în noaptea de 23/24 septembrie, l-a asasinat pe împăratul Mihail al III-lea Bețivul, proclamându-se împărat.

## Domnie

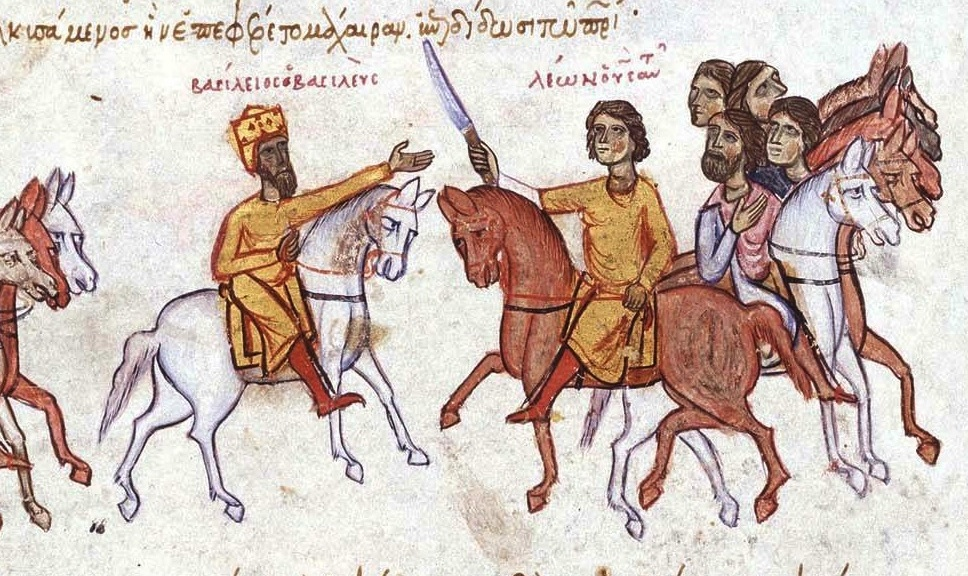
Vasile I și fiul său Leon

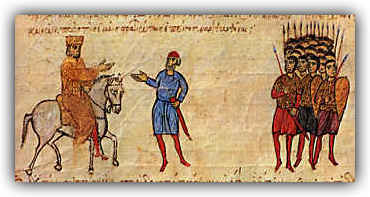
Scenă din viața lui Vasile I, de Ioan Skylitzes

Ca să fie sigur de continuitatea dinastiei, Vasile i-a numit pe fii săi co-împărați: Constantin - în 869, dar a decedat în 879 -, Leon - în 870 - și Alexandru - în 879. De asemenea, Vasile I a scris multe cărți legislative, printre care Basilica (sau Basiliscale, terminată de Leon VI), Prochiron sau Eisagoge.
Vasile I a fost în relații bune cu Roma, exilându-l pe patriarhul Fotie I, care nu era în relații foarte calde cu papalitatea. Dar, în 877, Fotie a revenit pe scaunul de patriarh, începând din nou certurile cu Roma. Vasile s-a mai confruntat și cu paulicinenii, care s-au aliat cu arabii și au ocupat Niceea și Efesul. Dar ei au fost înfrânți de generalul Cristofor în 872, bizantinii recăpătând și Ciprul. În luptă cu arabii, Vasile s-a aliat cu Ludovic II, regele Italiei și împăratul occidentului, împreună cu care a curățat Marea Adriatică de raiduri și a capturat orașul Bari, în 871. Dar Sicilia era aproape pierdută, Siracuza căzând în mâinile arabilor în 878. Însă în 880, generalul Nicefor Focas cel Bătrân recucerește Taranto și Calabria, deschizând imperiului o nouă perioadă de hegemonie în Mediterană.
Vasile a fost demoralizat la moartea fiului său cel mare, Constantin, în 879. Vasile a murit pe 29 august 886, într-un accident de vânătoare, căzând de pe cal.
Cu prima sa soție, Maria, Vasile I a avut mai mulți copii, printre care:
- Symbatios, rebotezat Constantin, co-împărat 869 - 879
- Anastasia, soția generalului Cristofor

Cu a doua soție, Eudokia Ingerina, Vasile I a avut un copil:
- Alexandru, împărat 912 - 913

Vasile I i-a adoptat și pe fii lui Mihail III Bețivul:
- Leon VI Filozoful, împărat 886 - 912
- Patriarhul Ștefan al Constantinopolului